# Mostro di Bargagli
Mostro di Bargagli è la denominazione di invenzione giornalistica comunemente usata per indicare un serial killer italiano non identificato attivo tra il 1944 ed il 1985 a Bargagli, un paese sulle colline genovesi della val Bisagno, in Liguria.

Dal dopoguerra fino agli anni ottanta, a Bargagli venne commessa una serie di delitti. Dietro agli omicidi potrebbe esserci stata la cosiddetta "Banda dei vitelli" che durante la guerra macellava clandestinamente animali per venderne le carni al mercato nero; il carabiniere Carmine Scotti indagò e fece condannare alcuni membri della banda e, per rappresaglia, venne torturato e ucciso. Si è anche ipotizzato che la serie di morti, soprattutto nell'immediato dopoguerra, fosse da ricondurre alla sparizione di un "tesoro" costituito da banconote, gioielli e oro sulle colline di Bargagli trasportato da truppe naziste e repubblichine in fuga da Genova il 25 aprile 1945 durante la liberazione. Dei delitti commessi, tredici sono omicidi accertati effettuati con la tecnica del "colpo del macellaio", ovvero una mazzata in fronte usata anche per macellare i vitelli. Non sono mai stati trovati i responsabili.
Si presume che la "banda dei vitelli" si sia impossessata di parte di quel tesoro e negli anni successivi abbia minacciato e/o ammazzato chiunque avesse avuto l'intenzione di rivelare l'accaduto. Modi e autori della sparizione del tesoro avvenuta tra il 25 ed il 27 aprile 1945, in cui sono coinvolti oltre che gruppi criminali pseudo partigiani e milizie nazifasciste in fuga anche truppe di liberazione alleate giunte in zona e partigiani della "Cichero" al comando di Aldo Gastaldi ad osservare gli eventi sulle montagne circostanti, non vennero mai messi in chiara luce e tuttora rimangono tra i misteri insoluti dell'immediato dopoguerra.

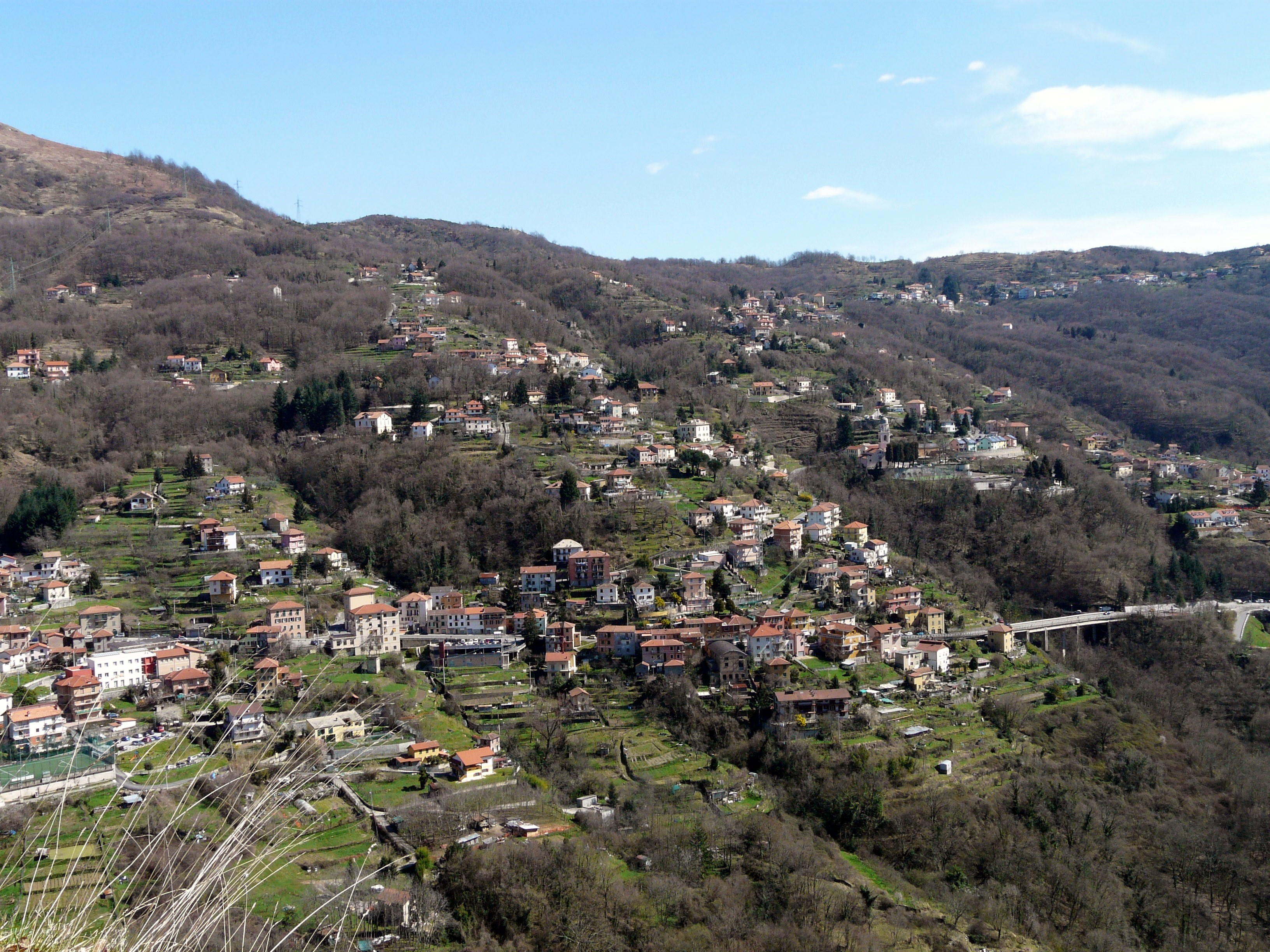
Panorama di Bargagli (GE), luogo degli omicidi.

Le indagini della magistratura degli anni settanta e ottanta non portarono a nessun risultato concreto e la storia venne archiviata, anche perché molte delle persone coinvolte nei fatti erano nel frattempo emigrate o morte.

## Storia

L'appuntato Carmine Scotti

A Bargagli fra il 3 dicembre 1944 e il 20 marzo 1985 venne commessa una serie di omicidi rimasti impuniti che coinvolse partigiani o presunti tali.

### Anni quaranta
Durante la Seconda Guerra Mondiale la penuria di rifornimenti fece fiorire il mercato nero e Bargagli divenne la sede di una banda di contrabbandieri, nota come «banda dei vitelli», che macellava gli animali per venderne la carne clandestinamente. Due carabinieri, Candido Cammereri e Carmine Scotti, il 22 novembre 1941 arrestarono i membri della banda per aver venduto carne al mercato nero. Il processo condannò alcuni membri al carcere ma altri rimasero liberi e dopo l'assoluzione aderirono alla Resistenza, approfittando della cosa per vendicarsi dei due carabinieri. Il 12 febbraio 1944, Carmine Scotti venne rapito. Quando il carabiniere passò nelle formazioni della Resistenza, i contrabbandieri si presentarono come partigiani e accusarono Scotti di essere una spia che faceva il doppio gioco con i nazifascisti e che si appropriava della carne sequestrata. L'accusa era falsa e si ipotizzò che venne ucciso per proteggere un tesoro costituito dai proventi della borsa nera oppure sottratto a un reparto di soldati tedeschi in fuga. Venne così, dopo essere stato torturato per 2 giorni, ucciso a colpi di pistola dai contrabbandieri il 14 febbraio 1944 e il becchino del paese, Giuseppe Federico Musso, nascose il cadavere. Candido Cammereri, entrato anche lui come partigiano nella resistenza, venne ucciso il 5 novembre 1944 in uno scontro a fuoco con i tedeschi, ma questa versione venne poi messa in dubbio. Il processo d'appello contro la Banda dei Vitelli il 1º febbraio 1945 sospese la pena e tornano tutti liberi.
Il 3 dicembre 1944 Lino Caini, funzionario del Comune di Genova sfollato con la famiglia a Bargagli, venne prelevato di notte, assassinato e sepolto nel greto del torrente Bisagno.
Il 24 aprile 1945 quattro partigiani vennero trucidati a colpi di mitra in una villetta, in una zona boscosa mentre si stavano dividendo del denaro perso dai tedeschi in fuga. Due giorni dopo, nella frazione di Borgonuovo, altri quattro vennero uccisi da una bomba durante una festa ma si ignora il movente (anche se si ipotizza che fossero le casse di oro nascosto nella chiesa per non darlo alla patria).
Finita la guerra, nel 1946 la magistratura iniziò a indagare sull'uccisione di Carmine Scotti e sull'operato della «banda dei vitelli» interrogando inizialmente un carabiniere di Bargagli, Armando Grandi, e Federico Musso, il becchino del paese, che permise di ritrovare il corpo di Scotti. L'inchiesta non ebbe ulteriori sviluppi.

### Anni sessanta e settanta
Il 9 novembre 1961 venne trovato, sfracellato in un dirupo, Musso, il becchino del caso Scotti che venne archiviato come incidente. Dopo 8 anni venne trovata cadavere Assunta Balletto, una ex-staffetta partigiana a cui fracassarono la testa. Il 21 aprile 1971 venne ucciso con lo stesso trattamento Cesare Moresco, campanaro della chiesa del paese. Gli inquirenti trovano la casa della vittima messa a soqquadro. Il 24 settembre 1971 Maria Ricci, la donna che aveva trovato il corpo della Balletto, venne colpita per strada durante una serata particolarmente buia con un colpo di spranga alla testa, ma riuscì a salvarsi restando svenuta a terra e, quando si riprese, disse di non ricordare assolutamente nulla. L'anno successivo Gerolamo Canobbio, 76 anni ed ex partigiano e giardiniere della baronessa De Magistris, viene atteso sotto casa e colpito con una spranga ma riesce a salvarsi e ai carabinieri dirà di non aver riconosciuto l'aggressore e che non aveva idea del motivo dell'aggressione; il 13 novembre 1972 il suo corpo verrà poi trovato con il cranio sfondato da una spranga in una strada di campagna. Il 23 marzo 1974 fracassano il cranio della presunta amante di Canobbio, Giulia Viacava; venne indiziato per questo delitto Pietro Cevasco che il 26 gennaio 1976 venne trovato morto suicida. Il sostituto procuratore Luigi Carli nel 1974 aprì un'inchiesta incentrando i sospetti su Francesco Pistone, 65 anni, un ex carabiniere che nel 1944 aveva disertato per entrare a far parte della resistenza; Pistone venne sospettato di avere attirato Scotti nell'agguato mortale. Il 26 gennaio 1976, uno dei testimoni dell'inchiesta, Pietro Cevasco, conosciuto per essere un altro degli amanti di Giulia Viacava, uccisa due anni prima, viene trovato impiccato. Non disponendo di prove che convalidino le accuse, l'inchiesta venne chiusa. Il 18 giugno 1978 Carlo Spallarossa, 63 anni, finisce misteriosamente giù da un dirupo; si parlò di un incidente ma la testa, sfondata e fracassata, venne trovata a diversi metri dal corpo.

### Anni ottanta
Il 10 novembre 1980 Francesco Fumera, 70 anni, contadino sardo che accudisce i terreni della chiesa, viene ferito al braccio da un colpo di fucile. Dopo poco più di un mese, il 20 dicembre 1980, Carmelo Arena, 56 anni, disoccupato siciliano, venne ferito da un colpo di fucile e morirà dopo un'agonia di cinque giorni.
Il 30 luglio 1983 venne uccisa la baronessa Anita De Magistris, trovata con il cranio fratturato da un colpo di spranga; era vedova di Paul Drews, un ufficiale tedesco che era stato a Bargagli durante la guerra e che venne ucciso nell'agguato del 19 aprile al bosco della Tecosa, a Bargagli; non era di Bargagli ma ci tornò dalla Germania dopo la scomparsa del marito.
Il sostituto procuratore Maria Rosaria D'Angelo apre una nuova inchiesta che porta a rilevare una connessione tra quattro dei delitti di Bargagli: Carmine Scotti, Gerolamo Canobbio, Giulia Viacava e Anita de Magistris. La richiesta è di 12 mandati di comparizione. Venne poi arrestato il maresciallo Armando Grandi, lo stesso che da brigadiere nel 1945 aveva scoperto dove fosse la tomba di Scotti. Il 1˚ luglio 1984 la magistratura emise 14 comunicazioni giudiziarie per l'omicidio Scotti, emesse per convocare quanto sanno sul delitto ma anche per quanto avvenne nel 1961. Il 6 luglio vengono arrestati Buscaglia, Spallarossa, Calvelli, Ferrari, Amedoro e Attilio Cevasco per «omicidio premeditato e pluriaggravato nei confronti dell'appuntato Carmine Scotti». L'indomani parte una nuova comunicazione giudiziaria diretta a Angelo Cevasco, un ex partigiano. Tre giorni dopo Emma Cevasco, lontana parente della stessa famiglia, si uccide buttandosi dalla finestra. Grazie all'indulto del 1953 per i reati commessi fino al 18 giugno 1953 vengono liberati. Nel corso dell'inchiesta erano venuti fuori altri tre morti misteriose, quella per ustioni e mutilazioni di Raffaele Cevasco nel 1946 e quelle di due collaboratori di Scotti nelle indagini sulla «banda dei vitelli» nel 1944, il maresciallo Candido Cammeriere e Lino Caini, funzionario del Comune di Genova. Il 20 marzo 1985 venne trovato impiccato Francesco Pistone.

## Vittime
Le vittime collegate al "Mostro di Bargagli" sono:
- Carmine Scotti, appuntato dei Carabinieri ucciso il 14 febbraio 1944 dopo essere stato torturato per due giorni, venne seppellito prima nel cimitero di Bargagli e poi in quello di Gattorna.
- Quattro partigiani uccisi il 24 aprile 1945 in una villetta di Sant'Alberto, frazione di Bargagli.
- Quattro persone uccise da una mina anticarro il 26 aprile 1945 nella piazza di Bargagli.[senza fonte]
- Federico Musso "Dandanin", becchino di Bargagli, ucciso il 9 novembre 1961.
- Maria Assunta Balletto, ex staffetta partigiana, uccisa a sprangate il 17 dicembre 1969.[senza fonte]
- Cesare "Ce" Domenico Moresco, campanaro della chiesa parrocchiale, ucciso a sprangate il 21 aprile 1971.
- Maria Ricci, amica di Maria Assunta Balletto, ex staffetta partigiana, il 24 settembre 1971 viene quasi uccisa, sopravvive al "Mostro".[senza fonte]
- Gerolamo Canobbio "Draghin", ucciso con sette sprangate il 13 novembre 1972 dopo che era sopravvissuto nello stesso anno a un tentato omicidio.
- Giulia Viacava "Nini", amante di "Draghin", uccisa a sprangate il 23 marzo 1974 nella stessa strada dove venne trovato il suo amante.
- Pietro Cevasco, anch'esso amante di "Nini", trovato impiccato il 25 gennaio 1976.
- Carlo Spallarossa, ucciso a sprangate e poi buttato giù da un dirupo il 18 giugno 1978.[senza fonte]
- Francesco Fumera, contadino ferito al braccio da un colpo di fucile il 10 novembre 1980.
- Carmelo Arena, disoccupato ferito da diverse fucilate il 20 dicembre 1980, muore il giorno di Natale.
- Baronessa Anita De Magistris, pianista e direttrice del coro parrocchiale viene quasi uccisa a sprangate 30 luglio 1983, muore una settimana dopo. La baronessa era moglie di Paul Drews, l'ufficiale della Wehrmacht che nel 1944 era di stanza nei cantieri navali di Riva Trigoso e venne ucciso il 19 aprile dello stesso anno.
- Francesco Pistone, 20 marzo 1985, controverso suicidio.